# فيكتور لويولا
فيكتور لويولا (بالإسبانية: Víctor Loyola)‏ هو لاعب كرة قدم تشيلي في مركز حراسة المرمى، ولد في 22 يونيو 1981 في سانتياغو في تشيلي. لعب مع أوداكس إيتاليانو وكولو-كولو ويونيون إسبانيولا.

## وصلات خارجية
- فيكتور لويولا على موقع قاعدة بيانات كرة القدم.إي يو (الإنجليزية)
- فيكتور لويولا على موقع Soccerway.com (الإنجليزية)